# Chlorophthalmus pectoralis
Chlorophthalmus pectoralis är en fiskart som beskrevs av Okamura och Doi, 1984. Chlorophthalmus pectoralis ingår i släktet Chlorophthalmus och familjen Chlorophthalmidae. Inga underarter finns listade i Catalogue of Life.